# Podziemna Organizacja Wojska Polskiego Oddział AK Indian
Podziemna Organizacja Wojska Polskiego Oddział AK Indian – polska antykomunistyczna zbrojna organizacja podziemna funkcjonująca na ziemi częstochowskiej w 1949–1950 roku.

## Historia
Organizację utworzyli w końcu 1949 r. uczniowie gimnazjum mechanicznego w Częstochowie Ryszard Świąć z Kłobucka ps. Gwóźdź i Janusz Salinkiewcz ps. Miś. Początkowo organizacja miała kolportować ulotki. W kwietniu następnego roku do oddziału wstąpił uczeń Cezary Mielczarek, w tym samym miesiącu Świąć ukradł broń śpiącemu w pociągu żołnierzowi i oddał ją byłemu partyzantowi Tadeuszowi Szymonikowi ps. Krzak, proponując mu przejęcie dowództwa nad oddziałem. W następnym miesiącu Szymonik odebrał ślubowanie od członków oddziału, od tego czasu prowadzono narady nad sytuacją w kraju i szkolenie z obsługi broni, ponadto w lesie koło Kłobucka oddział zbudował bazę.
W lipcu 1950 r. oddział wykonał nieudany napad na kasę spółdzielni w Lgocie, udany na sklep GS w Kalei i sklep Samopomoc Chłopska w Olszynie. W sierpniu do organizacji dołączył Kazimierz Kolczyński, a oddział dokonał rekwizycji w sklepie GS w Glinicy i tego samego dnia ranił na dworcu w Siemkowicach funkcjonariusza Straży Ochrony Kolei.
Urząd Bezpieczeństwa rozbił organizację w sierpniu 1950 r., siedem osób aresztowano i oskarżono o udział w organizacji zbrojnej i bandyckie napady. Oskarżeni zostali osadzeni w więzieniu w Lublińcu. Po sporządzeniu aktu oskarżenia w październiku 1950 r., dwa miesiące później rejonowy sąd wojskowy w Katowicach skazał wszystkich członków oddziału za działalność zbrojną przeciw państwu, nielegalne posiadanie broni i rekwizycje towarów i pieniędzy z użyciem broni. 
Tadeusz Szymonik i Ryszard Świąć zostali skazani na 15 lat pozbawienia wolności, utratę praw publicznych i honorowych na lat 10 i przepadek majątku, Edward Szostak i Kazimierz Kolczyński otrzymali wyroki 12 lat pozbawienia wolności, utraty praw publicznych i honorowych na 5 lat i przepadek majątku. Janusz Salinkiewicz i Cezary Mielczarek zostali skazani na 5 lat pozbawienia wolności, ponieważ nie brali udziału w akcjach zbrojnych. Wyrok 1 roku pozbawienia wolności otrzymał Henryk Sypek, który wiedząc o działalności oddziału nie zawiadomił o tym władz.
Wyroki zostały w późniejszych latach złagodzone na mocy amnestii (1952, 1956 i 1957 r.): Edwardowi Szymonikowi i Ryszardowi Świąciowi złagodzono kary do 7 lat pozbawienia wolności, a Edwardowi Szostakowi da 6 lat pozbawienia wolności.
Po 1991 r. organizacja nie upomniała się o rehabilitację na podstawie ustawy o uznaniu za nieważne orzeczeń wobec osób represjonowanych za działalność na rzecz niepodległego bytu Państwa Polskiego, dopiero w 2018 r. katowicki oddział Instytutu Pamięci Narodowej wystąpił o taką rehabilitację.